# Châu Phong (Tân Châu)
Châu Phong is een xã in het district Tân Châu, een van de districten in de Vietnamese provincie An Giang in de Mekong-delta.